# Rögbi a 2016. évi nyári olimpiai játékokon
A 2016. évi nyári olimpiai játékokon rögbiben a férfiak és a nők versenyében 12-12 csapat küzdött meg a bajnoki címért. Az olimpiai programban a rögbi hétfős változata szerepelt.

## Éremtáblázat
| A 2016. évi nyári olimpiai játékok éremtáblázata rögbiben | A 2016. évi nyári olimpiai játékok éremtáblázata rögbiben | A 2016. évi nyári olimpiai játékok éremtáblázata rögbiben | A 2016. évi nyári olimpiai játékok éremtáblázata rögbiben | A 2016. évi nyári olimpiai játékok éremtáblázata rögbiben | Olimpia  |
| --------------------------------------------------------- | --------------------------------------------------------- | --------------------------------------------------------- | --------------------------------------------------------- | --------------------------------------------------------- | -------- |
|                                                           | Ország                                                    | Arany                                                     | Ezüst                                                     | Bronz                                                     | Összesen |
| 1.                                                        | Ausztrália (AUS)                                          | 1                                                         | 0                                                         | 0                                                         | 1        |
| 1.                                                        | Fidzsi-szigetek (FIJ)                                     | 1                                                         | 0                                                         | 0                                                         | 1        |
|                                                           |                                                           |                                                           |                                                           |                                                           |          |
| 3.                                                        | Nagy-Britannia (GBR)                                      | 0                                                         | 1                                                         | 0                                                         | 1        |
| 3.                                                        | Új-Zéland (NZL)                                           | 0                                                         | 1                                                         | 0                                                         | 1        |
|                                                           |                                                           |                                                           |                                                           |                                                           |          |
| 5.                                                        | Dél-afrikai Köztársaság (RSA)                             | 0                                                         | 0                                                         | 1                                                         | 1        |
| 5.                                                        | Kanada (CAN)                                              | 0                                                         | 0                                                         | 1                                                         | 1        |
|                                                           |                                                           |                                                           |                                                           |                                                           |          |
| Összesen                                                  | Összesen                                                  | 2                                                         | 2                                                         | 2                                                         | 6        |

## Érmesek

### Férfi torna
| A 2016. évi nyári olimpiai játékok érmesei férfi rögbiben | A 2016. évi nyári olimpiai játékok érmesei férfi rögbiben | A 2016. évi nyári olimpiai játékok érmesei férfi rögbiben | A 2016. évi nyári olimpiai játékok érmesei férfi rögbiben |
| --- | --- | --- | --------------------------------------------------------- |
| Arany | Ezüst | Bronz |                                                           |
| Fidzsi-szigetek (FIJ) | Nagy-Britannia (GBR) | Dél-afrikai Köztársaság (RSA) |                                                           |
| Masivesi Dakuwaqa Apisai Domolailai Osea Kolinisau Semi Kunatani Viliame Mata Leone Nakarawa Vatemo Ravouvou Savenaca Rawaca Kitione Taliga Josua Tuisova Jerry Tuwai Jasa Veremalua Samisoni Viriviri | Mark Bennett Dan Bibby Phil Burgess Sam Cross James Davies Ollie Lindsay-Hague Ruaridh McConnochie Tom Mitchell Dan Norton Mark Robertson James Rodwell Marcus Watson | Cecil Afrika Tim Agaba Kyle Brown Juan de Jongh Justin Geduld Francois Hougaard Werner Kok Cheslin Kolbe Dylan Sage Seabelo Senatla Kwagga Smith Philip Snyman Roscko Speckman |                                                           |

### Női torna
| A 2016. évi nyári olimpiai játékok érmesei női rögbiben | A 2016. évi nyári olimpiai játékok érmesei női rögbiben | A 2016. évi nyári olimpiai játékok érmesei női rögbiben | A 2016. évi nyári olimpiai játékok érmesei női rögbiben |
| --- | --- | --- | ------------------------------------------------------- |
| Arany | Ezüst | Bronz |                                                         |
| Ausztrália (AUS) | Új-Zéland (NZL) | Kanada (CAN) |                                                         |
| Nicole Beck Charlotte Caslick Emilee Cherry Chloe Dalton Gemma Etheridge Ellia Green Shannon Parry Evania Pelite Alicia Quirk Emma Tonegato Amy Turner Sharni Williams | Shakira Baker Kelly Brazier Gayle Broughton Theresa Fitzpatrick Sarah Goss Huriana Manuel Kayla McAlister Tyla Nathan-Wong Terina Te Tamaki Ruby Tui Niall Williams Portia Woodman | Brittany Benn Hannah Darling Bianca Farella Jen Kish Ghislaine Landry Megan Lukan Kayla Moleschi Karen Paquin Kelly Russell Ashley Steacy Natasha Watcham-Roy Charity Williams |                                                         |